# Allting som ni gör kan jag göra bättre
Allting som ni gör kan jag göra bättre är ett coveralbum från 1987 av Magnus Uggla. Det placerade sig som högst på andra plats på den svenska albumlistan. På albumet tolkar Magnus Uggla låtar som i original var hitlåtar av olika artister och grupper under 1970-talet, många av dem var progglåtar.

## Omslag
På skivomslagets baksida syns bland annat Carl Johan de Geers scentryck Skända flaggan från 1967.

## Låtlista

### Sida 1
1. "Livet är en fest" (cover på Nationalteatern)
2. "Påtalåten" (cover på Ola Magnell)
3. "Vem kan man lita på?" (cover på Hoola Bandoola Band)
4. "Häng me' på party" (cover på Ulf Neidemar)
5. "I natt är jag din" (cover på Tomas Ledin)

### Sida 2
1. "Hög standard" (cover på Peps Persson)
2. "Tjejer (Potpurri)" ("Vi måste höja våra röster"), en cover på Margareta Garpe, Suzanne Osten och Gunnar Edander samt "1000 systrar" från teaterpjäsen Jösses flickor
3. "In kommer Gösta" (cover på Philemon Arthur and the Dung)
4. "Speedy Gonzales" (cover på Nationalteatern)
5. "Hog Farm" (cover på Pugh Rogefeldt)
6. "Ska vi gå hem till dig" (cover på Lasse Tennander)

Original-LP:n har en version av "Vem kan man lita på?" där raden ”och Robert Zimmerman flytt till landet med miljonerna” är ersatt med ”och Björn Afzelius har flytt till Italien med miljonerna”. Textförfattaren Mikael Wiehe protesterade och hotade att kräva skadestånd varvid skivan drogs in. En senare version släpptes med låttexten återställd till originalet. På Mikael Wiehes hemsida finns ett uttalande om stämningsansökan till följd av textändringen i "Vem kan man lita på?".

## Medverkande musiker
- Per Lindvall – trummor, percussion, programmering av trummaskin
- Sam Bengtsson – bas
- Peter Ljung – keyboard, programmering av synth
- Henrik Jansson – gitarr
- Jonas Isaksson – gitarr

Kör: Benna, Birken, Ljung & Henkan (Anders Henriksson), Selective Servicies och Tjejmaffian. Peps Persson medverkar med benäget tillstånd från Sonet Records.

## Listplaceringar
| Lista (1987-1988) | Position |
| ----------------- | -------- |
| Sverige           | 2        |

### Fotnoter
1. ↑  Erica Treijs (2 december 2007). ”Konsten att göra uppror” (på svenska). Svenska Dagbladet. https://www.svd.se/a/4f9ba1f2-36bc-37ed-b457-1efab32c4330/konsten-att-gora-uppror. Läst 16 januari 2023.
2. ↑  "Det är inte synd om Magnus Uggla"
3. ↑  Listplacering Arkiverad 19 december 2007 hämtat från the Wayback Machine.